# Javier González Gómez
Javier González Gómez   (Zorrotza, 22 de març de 1974) és un exfutbolista basc. Format al planter de l'Athletic Club, va arribar al segon equip la temporada 93/94. Després d'uns anys per equips bascos, com l'Alavés i el Sestao, la temporada 96/97 debuta a primera divisió amb el Celta de Vigo, jugant una bona temporada.
L'estiu de 1997 retorna a Bilbao per jugar amb el primer equip de l'Athletic Club. Passaria deu campanyes a San Mamés, amb més 200 partits disputats amb la samarreta blanc-i-roja. Després d'una breu, i exòtica, cessió al FC Ashdod israelita, Javi González deixà l'Athletic i recala a l'Hèrcules CF, de Segona Divisió, on militaria una campanya abans de retirar-se el 2008.
Va passar la major part de la seva carrera professional amb l'Athletic Club, jugant 254 partits competitius en deu temporades de La Liga.

## Carrera de club
González va néixer a Barakaldo, Biscaia. Després de créixer a través de l'les files de l'Athletic Club, va jugar una temporada cadascun amb els veïns del Basc Deportivo Alavés a Segona Divisió B i Sestao Sport Club Segona Divisió.
A 1997–98, després d'un any amb el seu company de La Liga club RC Celta de Vigo, González va tornar a l'Estadi de San Mamés com a membre de ple dret de la plantilla principal, marcant cinc gols en 30 partits, ja que l'Athletic va acabar segon i l'es va classificar per a la Lliga de Campions de la UEFA. Fins i tot va aparèixer ocasionalment com a lateral dret.
Després d'una greu lesió al genoll a finals de 2004, El paper de González va anar minvant progressivament; va totalitzar només 26 partits de lliga en tres temporades. També va complir un préstec de sis mesos a la Israeli Premier League FC Ashdod, on el seu antic company del Celta Haim Revivo va treballar com a director de futbol.
González va fitxar per l'Hèrcules CF de segona categoria el juliol de 2007, apareixent amb moderació a la seva primera temporada 2007–08 Segona Divisió. A la següent, en què l'Alacant va quedar quart, es va quedar sense dorsal pel tècnic Juan Carlos Mandiá.
Amb 35 anys, González es va incorporar al baixíssim Club Portugalete, tornant així a la seva regió natal. Es va retirar el 2011 després de dues temporades a la Tercera Divisió.